# Basquetebol do Sporting Clube de Braga
O Sporting Clube de Braga é um clube desportivo da cidade de Braga, Portugal, onde se praticam diversas modalidades. O presente artigo é sobre a sua secção de basquetebol, cuja equipa de seniores joga na LPB, o primeiro escalão da modalidade em Portugal. 

## História
Fundada em 2005, a equipa sénior masculina da secção de basquetebol do SC Braga oscila entre os segundo e terceiro escalões de basquetebol nacional, contando até com algumas passagens no quarto escalão da modalidade.
Em 2022/23, o segundo lugar no Campeonato da Primeira Divisão garantiu a sua presença na Proliga da época atual e, depois da finalização do projeto do Pavilhão Multiusos do SC Braga e de uma série de bons resultados, as expectativas são altas, esperando-se que lute pela subida à Liga Portuguesa de Baquetebol.
A sua melhor prestação até ao momento foi um 12.º lugar na Proliga de 2018/19. Este feito ocorreu na época seguinte ao SC Braga ter conquistado o 1.º lugar no Campeonato da Primeira Divisão, atual 3 Liga, e consequente promoção.

## Plantel
| N.º | Posição | Jogador            |
| --- | ------- | ------------------ |
| 7   | Base    | André Ribeiro      |
| 9   | Base    | Adriano Ferreira   |
| 10  | Base    | Broderick Robinson |
| 21  | Base    | Pedro Lopes        |
| 45  | Base    | José Franco        |
| 77  | Base    | Tedoyame Simão     |
| –   | Extremo | Luís Araújo        |
| 18  | Extremo | Eduardo Samuco     |
| 1   | Poste   | João Malheiro      |
| 2   | Poste   | Melik Martin       |
| 20  | Poste   | Pedro Dias         |
| 34  | Poste   | Joel Luz           |

| Equipa Técnica | Equipa Técnica | Equipa Técnica | Equipa Técnica | Equipa Técnica |
| -------------- | -------------- | -------------- | -------------- | -------------- |
| Pedro Grenha   | Pedro Grenha   | Treinador      | Treinador      | Treinador      |

 Atualizado em 1 de setembro de 2023

## Palmares
- Campeonato Nacional da 1ª Divisão (terceiro escalão): 1
  - 2017/18